# Giovanni Aldini
Giovanni Aldini (Bolonya, 10 d'abril de 1762 - Milà, 17 de gener de 1834) va ser un físic italià. Va ser germà d'Antonio Aldini (1756-1826) i nebot del físic Luigi Galvani, el tractat de l'electricitat muscular del qual va ser editat amb notes per Aldini el 1791. Va estudiar el comportament de l'electricitat i el magnetisme.
El 1798 es va convertir en professor de física a Bolonya, succeint al seu mestre Sabastiano Canterzani (1734-1819). La seva obra científica va girar al voltant del galvanisme i les seves aplicacions mèdiques, la construcció i il·luminació de fars, i els experiments centrats a preservar tant la vida humana com els objectes materials de la destrucció a causa del foc. També va participar en demostracions públiques del mètode, com la del criminal executat George Forster, a Newgate, Londres. Va escriure en francès i en anglès, a més d'en italià, el seu idioma nadiu. Per tal de reconèixer els seus mèrits, l'emperador d'Àustria el va nomenar cavaller de l'Orde de la Corona de Ferro i conseller d'estat a Milà, on va morir a l'edat de 72 anys. Va donar una considerable quantia de diners per a la fundació d'una escola de ciència natural per a artesans a Bolonya.

## Llegat
Amb el desenvolupament de la ciència de l’electricitat, va quedar clar que els camps elèctrics eren importants per a l’activitat neural, i potser per a la vida mateixa. Els primers estudis amb animals de Luigi Galvani i el treball posterior de Giovanni Aldini, en què connectava cadàvers humans a bateries elèctriques, van inspirar teories que descrivien el cervell com una xarxa de bateries connectades. I aquesta teoria va tenir influència en Mary Shelley quan va escriure la seva novel·la de 1818 Frankenstein o el Prometeu modern.